# Celiny (Raków)
Pour les articles homonymes, voir Celiny.
Celiny est une localité polonaise de la gmina de Raków, située dans le powiat de Kielce en voïvodie de Sainte-Croix.